# Wynn Macau

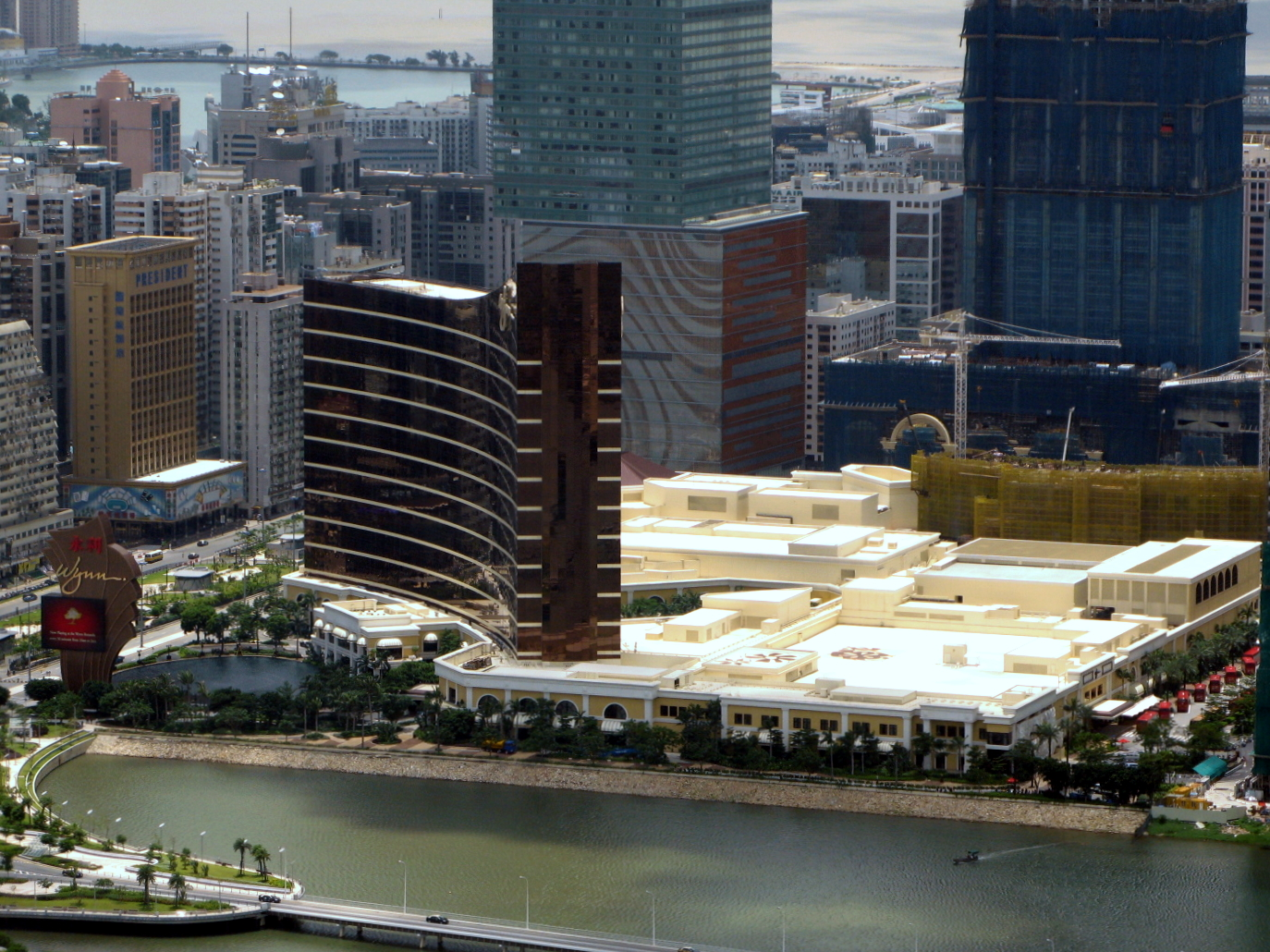
Das ganze Gebäude im Überblick

Das Wynn Macau ist ein Hotelkomplex in Macau, Volksrepublik China. Es gehört zur Wynn-Resorts-Gruppe, dessen Gründer Steve Wynn ist.
Das Wynn Macau verfügt über 600 Hotelzimmer und Suiten, ca. 212 Spieltische und 375 Spielautomaten. Zudem gibt es fünf Restaurants, ein Einkaufszentrum und ein Atrium.